# Concert/Il concerto
Concert è un album dal vivo, pubblicato dalla cantante che Donatella Rettore nel 1996, per la etichetta Tring/Azzurra Music, e ristampato, nel 2001, con il nuovo titolo Il concerto.

## Il disco
Presentato a Torino, presso il Salone del Disco, il lavoro (che si colloca tra l'11º e il 12º album di inediti di studio) è stato registrato durante i concerti tenutisi in giro per l'Italia, nel biennio 1995/1996, soprattutto nell'estate del 1996, anche se le registrazioni finali sono state ultimate nel mese di settembre.
Il long playing comprende 12 brani (tra cui 2 inediti: la scatenata Fax e l'ironica Lasciamo vivere gli abeti, coloriamo le suore, rispettivamente la prima e la penultima traccia in scaletta), che coprono l'intera carriera di Rettore, ripercorrendone tutti i più grandi successi e i momenti salienti, da Splendido splendente a Gattivissima, passando per le storiche Kobra, Donatella, Lamette, Io ho te, This time e Remember, senza dimenticare Femme fatale e Kamikaze rock'n'roll suicide.
Nella ristampa del 2001, l'album viene ridotto da 12 a 10 tracce. Vengono a mancare rispettivamente le tracce "Kobra" e "Io ho te".

## Tracce
1. Fax (Rettore/Rego/Belisari)
2. Lamette (Rettore/Rego)
3. Kobra (Rettore/Rego)
4. This time (Osborne/Kerr)
5. Kamikaze rock'n'roll suicide (Rettore/Rego)
6. Gattivissima (Rettore/Rego)
7. Femme Fatale (Rettore/Rego)
8. Donatella (Rettore/Rego)
9. Remember (Taupin/Elton John)
10. Splendido splendente (Rettore/Rego)
11. Lasciamo vivere gli abeti, coloriamo le suore (Rettore/Rego)
12. Io ho te (Rettore/Rego)

## Credits
- Rettore: voce e testi (tranne dove indicato)
- Claudio Rego: musiche (tranne dove indicato) e collaborazione alla realizzazione
- Sandro Franchin: missaggio, masterizzazione
- Paolo Steffan: produzione artistica, arrangiamenti, missaggio, masterizzazione @ Condulmer Studio, Mogliano Veneto, Treviso (registrazioni finali, settembre 1996)
- Roberto Rocchi: foto
- Lex: hair styling
- Gennaro J. Marchese: make up